# Wayne Wonder
 (février 2019).
Si vous disposez d'ouvrages ou d'articles de référence ou si vous connaissez des sites web de qualité traitant du thème abordé ici, merci de compléter l'article en donnant les références utiles à sa vérifiabilité et en les liant à la section « Notes et références ».
Wayne Wonder, né Von Waynes Charles le 26 juillet 1972 à Buff Bay, à la Paroisse de Portland en Jamaïque, est un chanteur de jamaïcain.

## Biographie
Wonder est né à Buff Bay, à Portland, en Jamaïque. Il a chanté à l'école du dimanche quand il était enfant et a commencé à écrire des chansons à l'âge de 13 ans. Il a obtenu une interruption de carrière majeure lorsqu'il a eu une place hebdomadaire régulière chez Metro Media à Allman Town. 
Il a auditionné au studio Sonic Sounds, mais alors que Sly Dunbar était impressionné, ses engagements vis-à-vis de la tournée avec Black Uhuru l'empêchaient de signer Wonder. Il eut cependant plus de succès avec King Tubby, qui produisit son premier single, "Long and Lasting Love", en 1985, suivi de deux autres. La carrière de Wonder a subi un revers lorsque Tubby a été tué en 1988 et il a enregistré pour plusieurs autres producteurs de disques à Sonic Sound, profitant d'un autre succès avec "It's Over Now", produit par Lloyd Dennis, qui a conduit à la sortie. de son premier album, No More Chance, bien que son succès à cette époque.

## Discographie

### Albums
- 1987: Wayne Wonder
- 1991: Part 2
- 2000: Da Vibe
- 2001: Schizophrenic
- 2003: No Holding Back
- 2003: You Me And She
- 2004: Grey Skies To Blue
- 2005: Inna Bashment Style: The Roots Of An Urban Warrior
- 2006: Don't Have To
- 2006: Original Bombshell
- 2006: Reggae Chronicles
- 2007: Foreva
- 2012: My way

### Singles
- 1992: "Bonafide love" (Buju Banton featuring Wayne Wonder)
- 1996: "Something Different"/"The Train Is Coming" (Shaggy featuring Wayne Wonder)
- 2003: "No Letting Go"
- 2003: "Bounce Along"
- 2004: "Hold Me Now"
- 2006: "You"
- 2007: "Gonna Love You"
- 2007: "Again"
- 2007: "For my love" (featuring Trina)
- 2013: "Reset It"

## Liens
- Site officiel
- Ressources relatives à la musique :   - AllMusic
  - Billboard
  - Discogs
  - Last.fm
  - MusicBrainz
  - Muziekweb
  - Rate Your Music
  - Songkick
- Ressources relatives à l'audiovisuel :   - Africultures
  - IMDb
- Notices d'autorité :   - VIAF
  - ISNI
  - BnF (données)
  - IdRef
  - LCCN
  - GND
  - WorldCat